# Serge Korber
Serge Korber est un réalisateur français, né le 1er février 1936 dans le 18e arrondissement de Paris et mort le 23 janvier 2022 dans le 13e arrondissement de Paris.

## Biographie

### Jeunesse
Né à Paris d'une modeste famille de confession juive, Serge Korber passe une partie de la guerre caché par une famille protestante du Chambon-sur-Lignon, ses parents étant réfugiés en zone libre à Montauban. 
Il quitte l'école dès 14 ans, après le certificat d'études pour devenir apprenti tapissier. Il entre à l'école Boulle, section tapisserie, où il apprend l'histoire de l'art. 
Par ses amis au sein des Jeunesses communistes qu'il intègre un temps, il découvre la lecture et les grands poètes, notamment au travers des chanteurs poétiques et prolétariens de l'époque. Il découvre la littérature américaine en lisant Henry Miller, Ernest Hemingway, William Faulkner, John Steinbeck, William Saroyan ; suivra la littérature française.
Fréquentant les bars de la Contrescarpe, notamment le bistrot La Choppe, il y rencontre bon nombre des artistes débutant alors dans les cabarets du quartier (Ricet Barrier, Boby Lapointe, Daniel Laloux, Henri Serre, Jacques Florencie, Jean-Pierre Suc). 

### Débuts
En 1955, avec celui-ci et quelques amis, il crée dans une ancienne bonneterie de la rue Descartes le cabaret Le Cheval d’Or où se produisent des débutants : Raymond Devos, Pierre Perret, Anne Sylvestre, Pierre Richard, ou Boby Lapointe. 
Il y côtoie aussi François Truffaut, cinéaste débutant, qui y engagera notamment Henri Serre pour Jules et Jim, Boby Lapointe pour Tirez sur le pianiste et bon nombre des artistes du lieu pour le film Tire-au-flanc 62, ce qui l’introduit pleinement dans le milieu de la Nouvelle Vague.
Parallèlement à ses activités au Cheval d'Or, il fréquente assidûment la cinémathèque : son rêve est d'écrire et de réaliser des films. 
Il entre en contact avec Guy Debord, récent fondateur de l'Internationale situationniste qui, à l’automne 1958, vient lui-même d’ouvrir, avec son épouse Michèle Bernstein et leur ami Jacques Florencie, le cabaret La Méthode situé également rue Descartes. Il participe même à l'enregistrement d'une conférence sur magnétophone destinée à une manifestation du mouvement situationniste programmée avec le Stedelijk Museum d'Amsterdam. Debord le prend comme premier assistant du court métrage Sur le passage de quelques personnes à travers une assez courte unité de temps, dont la première partie du tournage a lieu en avril 1959. Cependant, en août, au moment de débuter le montage, un différend éclate entre eux et Korber est écarté par Debord qui ne le fait donc pas figurer au générique.

### Carrière de 1960 à 1975
En 1960, Jean-Michel Boris, directeur de l'Olympia lui propose de travailler avec lui. Il collabore aux derniers spectacles d'Édith Piaf et de Joséphine Baker. 
En 1962, Claude de Givray et François Truffaut lui proposent un rôle dans le film Tire-au-flanc 62. Puis, il est co-auteur et assistant de Claude de Givray sur son deuxième film, La Grosse Tête, écrit par Truffaut. La même année, Agnès Varda le fait jouer dans Cléo de 5 à 7, où il est le parolier des chansons de Cléo mises en musique par Michel Legrand (qu'il mettra en scène bien des années plus tard pour ses concerts au Châtelet et au Palais des Congrès). 
Toujours en 1962, il rencontre grâce à François Truffaut le producteur Pierre Braunberger qui, de 1962 à 1964, va produire ses huit premiers courts métrages, primés dans de nombreux festivals.
Il refuse cependant de produire son neuvième projet : c'est Marin Karmitz qui, commençant sa carrière de producteur, le produit en empruntant l'argent à son père[réf. nécessaire]. Ce film, Un jour à Paris, avec Jean-Louis Trintignant, est vendu dans le monde entier et Marin Karmitz entame alors une carrière de producteur distributeur avec sa société, MK2. La rencontre avec Jean-Louis Trintignant, devenu vedette après Et Dieu… créa la femme (1956), permet à Serge Korber de réaliser son premier long métrage, Le Dix-septième Ciel.
Il se voit alors confier par le producteur Alain Poiré la réalisation de l'adaptation du roman de René Fallet par Michel Audiard, Un idiot à Paris. Satisfait de cette collaboration, Audiard lui propose le scénario de La Petite Vertu. 
Suivent deux films avec Louis de Funès et deux avec Annie Girardot, grandes vedettes de l'époque. Avec cette dernière, Korber adapte un roman de Catherine Paysan, Les Feux de la Chandeleur, un drame dans lequel l'actrice incarne en 1972 la mère de Claude Jade et de Bernard Le Coq, délaissée par son mari (Jean Rochefort).

### Serge Korber et Louis de Funès
Serge Korber est notamment connu pour avoir tenté de moderniser le personnage de Louis de Funès dans deux films qui connaîtront un succès relatif au regard de la popularité de l'acteur à cette époque : L'Homme orchestre et Sur un arbre perché en 1970.
Frédéric Bonnaud, directeur de la Cinémathèque française, écrit : 

« Trop souvent privé de metteur en scène, Louis de Funès, à part Gérard Oury et Edouard Molinaro, trouve son troisième en la personne de Serge Korber. Le premier, Gérard Oury, a conçu des comédies à grand spectacle de plus en plus audacieuses et délirantes. Le deuxième, Edouard Molinaro, a mis la science de sa technique au service de la comédie Oscar et Hibernatus. Le troisième, Serge Korber, le plus expérimental a accédé au profond désir de renouvellement du maître clown, en mettant au point deux prototypes qu'on gagnera à redécouvrir L'Homme orchestre et Sur un arbre perché. »

### La période «John Thomas» (1975-1977)
En 1975, Serge Korber bouscule la censure à la suite d'un pari avec François Truffaut et Claude Chabrol en réalisant une suite de films pornographiques sous le pseudonyme de John Thomas (infra).

### Carrière ultérieure (1977-2014)
Serge Korber réalise ensuite quelques longs métrages puis, dans les années 1980, se tourne vers la télévision. 
En 1996, il revient au cinéma avec l'adaptation de la bande dessinée de Christian Binet, Les Bidochon. 
Dans les années 2000, il est principalement producteur et réalisateur de documentaires, notamment sur Maurice Béjart, Jean Gabin, Jean-Louis Trintignant et Boris Vian.

### Vie privée

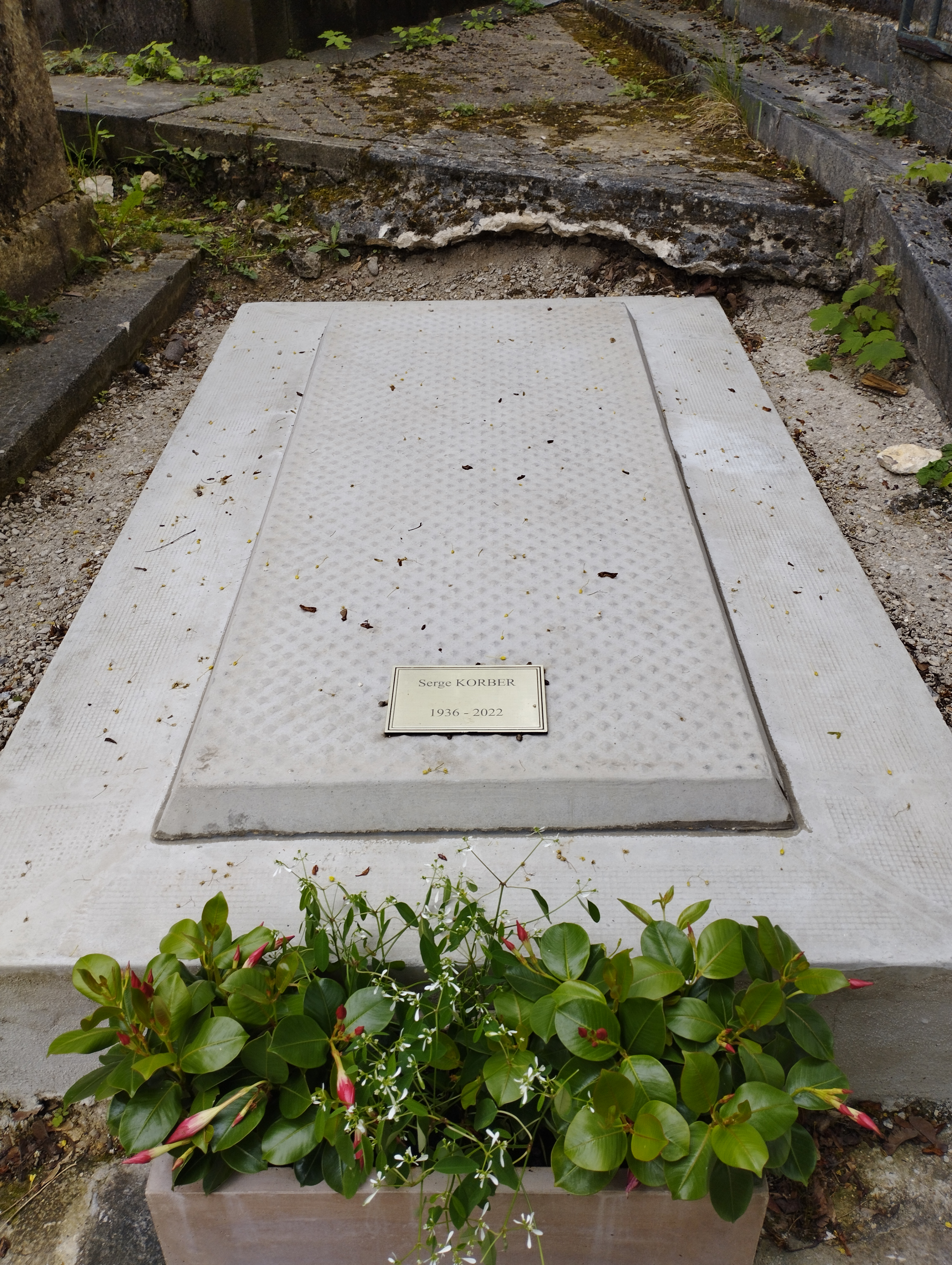
Tombe de Serge Korber au cimetière du Père-Lachaise (division 40).

Serge Korber est marié, de 1962 jusqu'à sa mort, à Marie-Claire Korber ; ils ont un fils, Thomas, qui est scénariste. Sa femme Marie-Claire est la chef monteuse de presque tous ses films. Il vécut de nombreuses années à Brens, dans le Tarn, dans une maison dont il s'était séparé en 2019.

### Mort et funérailles
Serge Korber meurt à Paris, le 23 janvier 2022, à l'âge de 85 ans, jour où France 3 avait programmé de longue date un de ses films les plus connus, L'Homme orchestre, comme film du dimanche après-midi.
Ses obsèques ont lieu le 3 février 2022 au crématorium du Père-Lachaise à Paris. Ses cendres sont ensuite inhumées dans la 40e division du cimetière.

## Sous le nom de John Thomas: l'affaire deL'Essayeuse(1975)
En 1975, François Truffaut, Serge Korber et Claude Chabrol évoquent lors d’une réunion amicale le poids de la censure. Ils font un pari, que Serge Korber qualifie avec le recul d’un peu stupide : réaliser un film pornographique. Le nom de Serge Korber est tiré au hasard parmi les trois réalisateurs et il réalise L'Essayeuse, l’idée étant de faire reculer la censure. Le film était auto-produit, et les distributeurs, UGC et SND, très demandeurs. Parce que l’État introduit en 1975 le classement X pour les films pornographiques, L'Essayeuse obtient le 21 août 1975 un visa de contrôle No 44432 par le CNC. En cinq semaines de projections dans une dizaine de salles de cinéma (date de sortie en salle : le 9 septembre 1975), près de 69 000 spectateurs ont pu voir ce film.
Dans la foulée, 45 associations de vertus se liguent et portent plainte contre le film auprès de la justice afin que ce dernier soit retiré des salles de cinémas. Parmi ces associations, le Comité de liaison pour la dignité et de la personne humaine (CLDPH) affirme même : « Nous disons que ces producteurs de films devraient aller en prison et être empêchés de nuire ». Le président des AFC (Associations familiales et catholiques) affirme également à l’époque : « Nous avons cherché un film faisant l’étalage de toutes les perversions sexuelles, bâti sur un scénario lamentable, bref, un film sans aucune qualité artistique, ou alibi intellectuel. L’Essayeuse correspondait parfaitement à ce profil ». Bien que le film ne soit pas plus obscène et de mauvais goût que les autres films de ce genre, les plaignants veulent ici faire un exemple. Le 8 novembre 1976, la 17e chambre correctionnelle de Paris demande la destruction du corps du délit pour incitation à la débauche et à la dépravation, le réalisateur, le producteur, les techniciens, les acteurs, ainsi que le scénariste sont d'abord condamnés (pour atteinte à la dignité humaine) à des amendes allant de 400 à 10 000 francs pour outrages aux bonnes mœurs. La condamnation est confirmée et amplifiée en appel le 10 juin 1977, les amendes allant cette fois de 3 000 à 18 000 francs, la cour d'appel ordonnant, pour la première fois en France depuis la guerre, « la saisie et la destruction du négatif et de toutes les copies du film ayant servi à commettre le délit ».
Le film est interdit, sa copie brûlée, et Serge Korber condamné à une lourde amende. La mort de Jean Gabin le 15 novembre 1976 advient en même temps que le jugement de la 17e chambre correctionnelle de Paris est rendu. Charlie Hebdo titre : « Cinéma français deux morts : Jean Gabin - L'Essayeuse ». La procédure pénale a duré deux ans : Serge Korber a donc pu réaliser d'autres films porno durant les années 1975-1977, sous le même pseudonyme, John Thomas, avec comme interprètes réguliers Alain Saury (son acteur dans trois films), Richard Darbois, Bob Asklöf, Gabriel Pontello, Richard Allan, Emmanuel Pluton, Emmanuelle Parèze, Sylvia Bourdon. Dans le film 3001. L'odyssée de l'extase, il a utilisé des plans de L'Essayeuse : deux scènes de viol d'Emmanuelle Parèze par le gang. Après sa condamnation définitive le 10 juin 1977, Serge Korber paye une amende de 18 000 francs et dit adieu à la pornographie. Mais, avant sa mort, il affirme : « Je ne regrette rien, c'était très amusant à faire, il n'y avait aucun vice ».
Plusieurs personnalités dont des critiques réclament en 2013 la réhabilitation de « cet excellent film" », qu'ils qualifient rétrospectivement de « film martyr de censure ».

## Filmographie

### Réalisateur

#### Longs métrages
- 1965 : Le Dix-septième Ciel
- 1966 : Un idiot à Paris
- 1968 : La Petite Vertu
- 1969 : Decameron '69, programme de courts métrages
- 1970 : L'Homme orchestre
- 1971 : Sur un arbre perché
- 1972 : Les Feux de la Chandeleur
- 1973 : Ursule et Grelu
- 1977 : Et vive la liberté !
- 1979 : Je vous ferai aimer la vie
- 1979 : Un jour, un tueur, inédit en salle[21]
- 1980 : Cherchez l'erreur...
- 1980 : Ta gueule, je t'aime !
- 1988 : À notre regrettable époux
- 1996 : Les Bidochons

#### Réalisation sous le nom de John Thomas
- 1975 : Hard Love, titres alternatifs : La Vie sentimentale de Walter Petit, Désir intense [n. 1]
- 1975 : À bout de sexe, titres alternatifs : Un grand coup dans le pare-chocs, Jeunes filles perverses et Trio érotique pour la sortie allemande [n. 2]
- 1975 : L'Essayeuse, titre alternatif : Love Play [n. 3]
- 1975 : Dans la chaleur de Julie [n. 4]
- 1976 : Excès, titre alternatif : Jeanne et Paul [n. 5]
- 1976 : Hurlements de plaisir, titre alternatif : Les friandises musclées [n. 6]
- 1977 : 3001 L'odyssée de l'extase, titres alternatifs : L’odyssée de l’extase,  Odyssee EKsatse[n. 7]
- 1977 : Cailles sur canapé, titre alternatif : Le fourre-tout [n. 8].
- 1977 : Pornotissimo[n. 9]

#### Courts métrages
- 1959 : Sur le passage de quelques personnes à travers une assez courte unité de temps, assistant réalisateur du deuxième film de Guy Debord, non crédité au générique
- 1962 : Un jour à Paris
- 1963 : Une chaumière et un cœur
- 1963 : La Rentrée
- 1963 : L’Épouse infernale
- 1963 : Ève sans trêve
- 1963 : Delphica
- 1964 : Altitude 8625
- 1965 : La Dame à la longue vue
- 1965 : La Demoiselle de Saint-Florentin
- 1966 : Studio 102

#### Télévision
- 1966 : Pas de deux für eine Nelke, court métrage pour la télévision allemande
- 1970 : Les Enquêteurs associés, série télé de 5 épisodes
- 1981 : Le Fils père, épisode de la série Cinéma 16
- 1983 : Un psy pour deux , épisode de la série Cinéma 16
- 1983 : Merci Sylvestre, série télé de 6 épisodes
- 1986 : Maestro, ma non troppo
- 1986 : Cinq Filles à Paris, minisérie télévisée
- 1986 : Fred Connexion, téléfilm
- 1986 : L'Homme au képi noir, série télé
- 1987 : Florence ou La vie de château
- 1987 : Le Jupon de Nemours, téléfilm
- 1989 : Panique aux Caraïbes (série)
- 1991 : Marie Pervenche (2 épisodes)
- 1992 : Le Réveillon, c'est à quel étage ?
- 1993 : Le Galopin
- 1994 : Au beau rivage
- 1994 : L'Aigle et le Cheval
- 1997 : Les Petites Bonnes

#### Documentaires
- 2002 : Mademoiselle Bessy, la force d'un destin
- 2004 : Paris romance
- 2005 : Béjart !... Vous avez dit Béjart ?...
- 2006 : Gabin intime, aristocrate et paysan
- 2007 : Louis de Funès intime
- 2008 : Entre deux festivals, le cinéma est occupé
- 2009 : Michel Legrand
- 2010 : Boris Vian, swing à Saint-Germain des Prés
- 2012 : Jean-Louis Trintignant, pourquoi que je vis
- 2013 : Claude Lemesle, une vie en chansons
- 2014 : Francis Blanche et Pierre Dac

### Scénariste
- 1984 : Canicule d'Yves Boisset (coécrit avec Michel Audiard)
- 1995 : L'Enfant en héritage téléfilm de Josée Dayan

### Acteur
- 1961 : Tire-au-flanc 62 de Claude de Givray et François Truffaut : le troupier à lunettes
- 1962 : Cléo de 5 à 7 d'Agnès Varda : Maurice, dit « Plumitif »
- 2001 : Le Cœur sur la main de Marie-Anne Chazel : le mari de la femme au gros chien

## Distinctions
- 1962 : grand prix du Festival d'Oberhausen pour Ève sans trève
- 1962 : grand prix du Festival de Sam pour Ève sans trève
- 1963 : grand prix du Festival de Manheim pour La Dame à la longue vue
- 1964 : grand prix du Festival de Cannes pour Altitude 8.625
- 1972 : nommé au prix du jury pour Les feux de la Chandeleur
- 1972 : nommé au prix de la mise en scène pour Les feux de la Chandeleur
- 1972 : nommé au grand prix pour Les feux de la Chandeleur
- 2013 : médaille d'or de la Ligue universelle du bien public[22].